# エドマンド・ホランド (第4代ケント伯)
第4代ケント伯・第5代ホランド男爵エドマンド・ホランド（Edmund Holland, 4th Earl of Kent, 1383年1月6日 - 1408年9月15日）は、ケント伯（在位：1400年 - 1408年）。1403年に第106代ガーター騎士に叙せられた。

## 生涯
エドマンドはハンプシャーのブロックンハーストにおいて、第2代ケント伯トマス・ホランドとアリス・フィッツアランの次男として生まれた。初代サリー公トマス・ホランドの弟であり、1400年1月7日に子供のいない兄の後を継いでケント伯となった。エドマンドは「1407年に西部および北部の提督に任命された」という。
1407年1月24日、サザークの聖メアリー・オーヴァリー大聖堂において、ミラノ僭主ベルナボ・ヴィスコンティとその妻レジーナ・デッラ・スカラの娘、ルチア・ヴィスコンティ（1380年頃 - 1424年4月4日）と結婚したが、子供はいなかった。結婚の少し前に、エドマンドはコンスタンス・オブ・ヨークと関係を持ち、1407年頃に庶子のエレノア・ド・ホランドをもうけた。エレノアは後に第5代オードリー男爵ジェームズ・トゥシェットと結婚した。
エドマンドは1408年9月15日のイル＝ド＝ブレアの戦いで戦死した。エドマンドには嫡子がいなかったため、ケント伯位は断絶した。エドマンドはリンカンシャーのボーン修道院に埋葬されている。